# Xicheng
Xicheng (chiń. upr. 西城区; chiń. trad. 西城區; pinyin Xīchéng Qū; dosł. „zachodnia dzielnica”) – dzielnica Pekinu obejmująca zachodnią część centrum miasta.
Zajmuje 45,5 km² i liczy 1 233 000 mieszkańców (2000). Dzielnica podzielona jest na 15 poddzielnic. W lipcu 2010 roku do Xicheng włączona została dawna dzielnica Xuanwu.

## Atrakcje turystyczne
- Świątynia Changchun
- Świątynia Fayuan
- Świątynia Miaoying
- Świątynia Tianning[potrzebny przypis]